# Zona de Libre Comercio Transatlántica
Para las negociaciones en curso entre Estados Unidos y la Unión Europea véase Asociación Transatlántica para el Comercio y la Inversión.

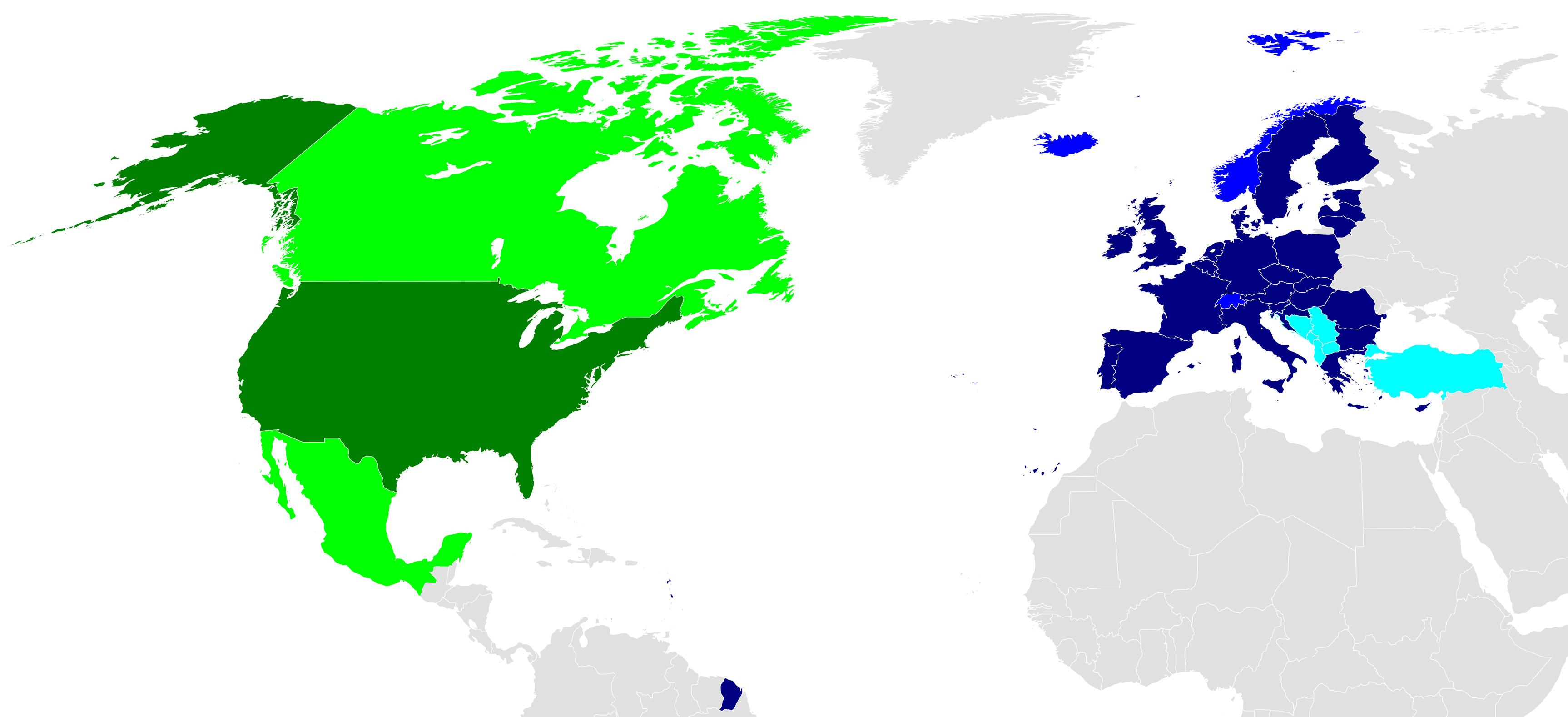
ZOLCOTA y posibles miembros

La Zona de Libre Comercio Transatlántica (ZOLCOTA) (en inglés: Trans-Atlantic Free Trade Area; abreviado TAFTA) es un proyecto de zona de libre comercio entre la Unión Europea y Estados Unidos que, aunque surgió en la década de 1990, adquirió mayor relevancia en 2013 como opción frente a la crisis económica de 2008-2013 y las nuevas economías emergentes, como China, mediante una reducción o supresión de aranceles y otras medidas orientadas a aumentar el comercio interno del área.